# Рюстенар
Рюстена́р (фр. Rustenhart) — коммуна на северо-востоке Франции в регионе Гранд-Эст (бывший Эльзас — Шампань — Арденны — Лотарингия), департамент Верхний Рейн, округ Тан — Гебвиллер, кантон Энсисем. До марта 2015 года коммуна в составе кантона Энсисем административно входила в округ Гебвиллер.
Площадь коммуны — 12,22 км², население — 760 человек (2006) с тенденцией к росту: 825 человек (2012), плотность населения — 67,5 чел/км².

## Население
Численность населения коммуны в 2011 году составляла 825 человек, а в 2012 году — 825 человек.
| 1962 | 1968 | 1975 | 1982 | 1990 | 1999 | 2004 | 2006 | 2008 | 2009 | 2011 | 2012 |
| ---- | ---- | ---- | ---- | ---- | ---- | ---- | ---- | ---- | ---- | ---- | ---- |
| 553  | 587  | 589  | 587  | 665  | 759  | 778  | 760  | 801  | 821  | 825  | 825  |

Динамика населения:

## Экономика
В 2010 году из 530 человек трудоспособного возраста (от 15 до 64 лет) 393 были экономически активными, 137 — неактивными (показатель активности 74,2 %, в 1999 году — 70,1 %). Из 393 активных трудоспособных жителей работали 359 человек (202 мужчины и 157 женщин), 34 числились безработными (20 мужчин и 14 женщин). Среди 137 трудоспособных неактивных граждан 37 были учениками либо студентами, 43 — пенсионерами, а ещё 57 — были неактивны в силу других причин.
На протяжении 2011 года в коммуне числилось 312 облагаемых налогом домохозяйств, в которых проживало 824 человека. При этом медиана доходов составила 22240 евро на одного налогоплательщика.

## Достопримечательности (фотогалерея)

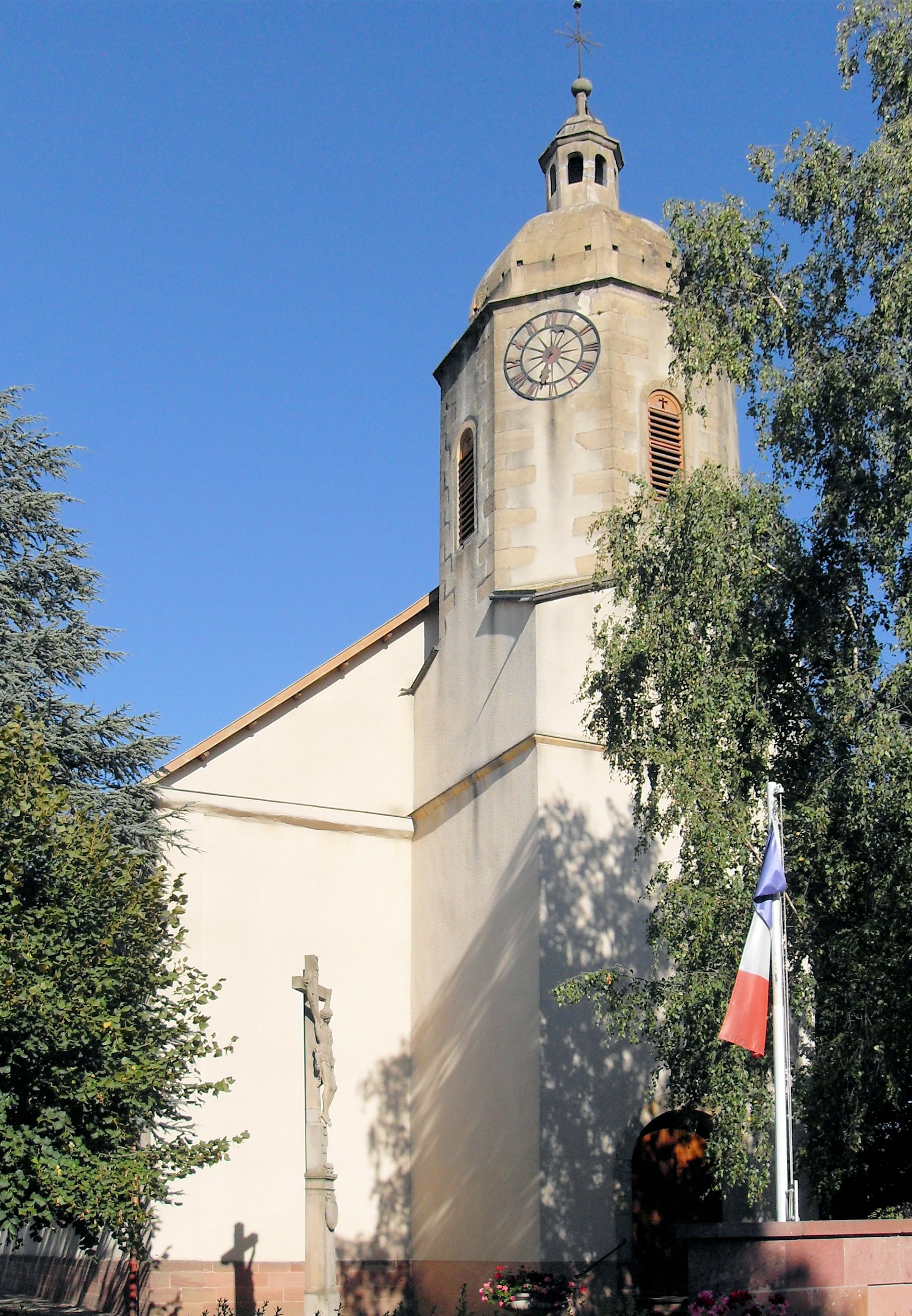
Церковь Святого Бартоломея